# Scatman John
John Paul Larkin (El Monte, Califórnia, 13 de março de 1942 – Los Angeles, 3 de dezembro de 1999), mais conhecido por Scatman John (às vezes atribuído internacionalmente como Scatman), foi um músico e cantor norte-americano que criou uma fusão única de scat singing e techno, mais conhecido por seu hit de 1994 "Scatman (Ski-Ba-Bop-Ba-Dop-Bop)". Como ele costumava dizer, isto era um processo de "tornar meu maior problema em meu maior sustento". Ele vendeu milhões de discos no mundo todo e também foi nomeado "Melhor Novo Artista" no Echo Awards no Japão e na Alemanha. Recebeu o prêmio Annie Glenn, da Associação Americana de Terapia da Fala e Audiologia, por seus serviços excelentes prestados à comunidade gaga, e foi incluso no Hall da Fama da Associação Nacional de Gagos. Ele faleceu aos 57 anos de idade devido a um câncer pulmonar.

## Biografia
Nascido em El Monte, Califórnia, ele sofria de uma grave gagueira "desde que começou a falar", o que o levou a uma infância emocionalmente traumática. Até no pico do sucesso, em 1995, jornalistas relataram que durante as entrevistas ele "dificilmente terminava uma frase sem tê-la de repetir pelo menos umas seis ou sete vezes". Aos 12 anos de idade, começou a aprender a tocar piano e aos 14 foi apresentado à arte do scat singing, através de gravações de Ella Fitzgerald e Louis Armstrong, entre outros. O piano lhe deu um meio de expressão artística que compensava suas dificuldades na fala. Em 1996, durante uma entrevista, ele próprio observou: "tocar piano me deu um meio de falar... eu me escondi atrás do piano porque tinha medo de falar".
Tornou-se um pianista de jazz profissional nos anos 70 e 80, tocando em clubes de jazz em Los Angeles. Em 1986 ele lançou o álbum auto-intitulado John Larkin na contracapa; cópias desse álbum são extremamente escassas. Ele dizia ter "centenas deles no armário em [sua] casa". Por volta desta época o alcoolismo e o vício em drogas também estavam começando a tomar conta de sua vida. Quando o seu parceiro musical e amigo Joe Farrell, que também tinha problemas com drogas, morreu em 1986, Larkin decidiu mudar seus hábitos. Ele eventualmente o fez, grandemente com a ajuda de sua nova esposa Judy, que também se recuperou do alcoolismo. "Você tem talento", ela o disse. "Eu vou fazer algo por você".

### O surgimento de "Scatman John"
Em 1990, mudou-se para Berlim, na Alemanha, a fim de prosseguir com a sua carreira. Com apreço em relação a cultura do jazz da cidade, ele continuou tocando como pianista de jazz em navios de cruzeiro e em bares e clubes pela Alemanha. Assim teve a decisão de adicionar canções a seus atos pela primeira vez, inspirado pela ovação que recebia por sua execução da música "On the Sunny Side of the Street" no final de uma apresentação instrumental. Naquela época, seu agente Manfred Zähringer, da Iceberg Records na Dinamarca, sugeriu que ele combinasse seu scat singing com a moderna techno music e sons do hip hop. Larkin foi cético, mas a BMG Hamburg estava aberta a novas ideias.
Larkin estava assustado principalmente com que seus ouvintes percebessem o fato de ele ser gago. Então, Judy sugeriu que ele falasse disso diretamente em sua música. Trabalhando com os produtores de dance music Ingo Kays e Tony Catania, ele gravou seu primeiro single, "Scatman (Ski-Ba-Bop-Ba-Dop-Bop)", um canção que pretendia inspirar crianças que gaguejavam a superar essa adversidade. Ele adotou o novo nome e a personalidade Scatman John.

### Sucesso Internacional
Em 1995, aos 52 anos de idade, tornou-se uma estrela mundial. As vendas de seu single de estreia foram fracas de início, mas sua música gradativamente chegava a grandes proporções, alcançando o primeiro lugar em praticamente cada país em que foi lançado e vendeu mais de seis milhões de cópias no mundo todo. "Scatman (Ski-Ba-Bop-Ba-Dop-Bop)" de Scatman John ainda permanece como seu maior sucesso de vendas e sua canção mais conhecida até hoje, tendo ela ficado por muitas semanas no "Top 10" do Reino Unido. Ele seguiu depois com a canção "Scatman's World", entrando no décimo lugar na lista de melhores singles no Reino Unido; a música alcançou menor sucesso que sua canção mais notável, porém vendeu um milhão de cópias e alcançou bons lugares nas listas de hits da Europa.
Seguindo o sucesso de seus dois singles, ele lançou seu álbum de estreia, também chamado Scatman's World. O álbum vendeu um milhão de cópias.
Ele começou a promover seu álbum com uma turnê de shows pela Europa e Ásia. "Em uma apresentação que fiz na Espanha, as crianças gritaram por cinco minutos seguidos e não pude começar a canção", disse na ocasião. Enquanto realizava entrevistas promocionais para o álbum, ele tornava-se tão eloquente que um jornalista notou que nunca tinha ouvido Larkin gaguejar, e perguntou se ele simplesmente estava usando a comunidade gaga "como propaganda para seguir [sua] carreira". Ele ficou chocado em encontrar-se pela primeira vez envergonhado de sua "fluência" em vez de sua gagueira.

### Após Scatman's World
O segundo álbum de Scatman John, Everybody Jam!, foi lançado em 1996. Embora longe do sucesso a nível internacional como em sua estreia, o álbum e seu single chegaram ao Japão, tendo no país um enorme sucesso, numa escala maior que em qualquer outro lugar do mundo. Ele era tão popular lá que lojas de brinquedos japonesas vendiam bonecos com sua aparência e ele apareceu em cartões telefônicos e latas de Coca-Cola. A versão japonesa de Everybody Jam! incluía um total de cinco faixas bônus, com singles como "Su Su Su Super Kirei" e "Pripri Scat", que foram encomendadas por empresas japonesas para comerciais de cosméticos e pudins, respectivamente. A franquia de Ultraman também entrou na mania Scatman, lançando um single intitulado "Scatultraman", com a arte da capa onde os personagens de Ultraman aparecem com chapéus e bigodes.

### Os últimos momentos
Em 1999, lançou o seu terceiro e último álbum como Scatman John, Take Your Time. Logo em seguida revelou que estava lutando contra problemas de saúde desde 1998. Ele continuou seu trabalho com a divulgação do álbum até que foi aconselhado pelos médicos a descansar mais, pois a sobrecarga de trabalho o prejudicaria. Ele foi diagnosticado com câncer de pulmão e num breve período de tempo entrou em tratamento intensivo. Apesar disso, ele manteve uma atitude e pensamentos positivos, declarando que: "O que Deus quiser, está bom para mim... Eu tive o melhor da vida. Eu provei a beleza." Ele morreu em sua casa em Los Angeles em 3 de dezembro de 1999, às 18h30, horário da Califórnia, o mesmo fora futuramente cremado e suas cinzas lançadas ao mar perto de Malibu, Califórnia.

Em 1996, durante uma entrevista, ele comentou: "Espero que as crianças, enquanto elas cantarem minhas músicas ou as dançarem, sintam que a vida não é tão má assim. Nem que seja por um único minuto."

## Discografia

### Álbuns de estúdio
- John Larkin (1986) - Sem versão comercial
- Scatman's World (1995)
- Everybody Jam! (1996)
- Take Your Time (1999)

### Compilações
- Listen to the Scatman (2001)
- The Best of Scatman John (2002)

### Singles
- "Scatman (Ski-Ba-Bop-Ba-Dop-Bop)" (1994)
- "Scatman's World" (1995)
- "Song of Scatland" (1995)
- "Only You" (1995)
- "Scat Paradise" EP (1995)
- "Su Su Su Super Kirei" (1996)
- "Pripri Scat" (1996)
- "Everybody Jam!" (1996)
- "Let It Go" (1997)
- "Scatmambo" (1998)
- "The Chickadee Song" (1999)
- "Ichi Ni San....Go" (1999)
- "Take Your Time" (1999)